# Checoslovaquia en los Juegos Olímpicos de Múnich 1972
Checoslovaquia estuvo representada en los Juegos Olímpicos de Múnich 1972 por un total de 181 deportistas que compitieron en 17 deportes.  
El portador de la bandera en la ceremonia de apertura fue el atleta Ludvík Daněk.

## Medallistas
El equipo olímpico checoslovaco obtuvo las siguientes medallas:
| Nombre                                                                          | Deporte            | Competición                    |
| ------------------------------------------------------------------------------- | ------------------ | ------------------------------ |
| Oro                                                                             |                    |                                |
| Ludvík Daněk                                                                    | Atletismo          | Disco M                        |
| Vítězslav Mácha                                                                 | Lucha grecorromana | 74 kg M                        |
| Plata                                                                           |                    |                                |
| Equipo                                                                          | Balonmano          | Torneo M                       |
| Vladimír Petříček Pavel Svojanovský Oldřich Svojanovský                         | Remo               | Dos con timonel (M2+) M        |
| Milena Duchková                                                                 | Saltos             | Plataforma 10 m F              |
| Ladislav Falta                                                                  | Tiro               | Pistola rápida de fuego 25 m M |
| Bronce                                                                          |                    |                                |
| Eva Šuranová                                                                    | Atletismo          | Salto de longitud F            |
| Vladimír Jánoš Otakar Mareček Karel Neffe Vladimír Petříček František Provazník | Remo               | Cuatro con timonel (M4+) M     |